# Clementina Black
Clementina Black (Brighton, 27 luglio 1853 – 19 dicembre 1922) è stata una scrittrice inglese.
Tra i pionieri del sindacalismo, fu strettamente legata a marxisti e socialisti fabiani del suo tempo e si batté per il diritto al suffragio universale femminile, oltre che per i diritti delle lavoratrici.

## Vita
Nacque a Brighton, Inghilterra, prima degli otto figli di David Black, vice procuratore e medico legale della città, e di sua moglie Clara Maria Patten, figlia del ritrattista di corte George Patten. Venne istruita per lo più in casa, dalla madre, e imparò fluentemente tedesco e francese.  
Nel 1875 la madre di Clementina morì, lasciandola a farsi carico del padre invalido e dei sette fratelli minori (tra i quali il futuro matematico Arthur Black e la futura traduttrice Constance Garnett), lavorando nel frattempo come insegnante. 
Lei e le sue sorelle si trasferirono, negli anni ottanta, a Londra. Qui Clementina si dedicò alla scrittura e alla critica letteraria delle opere del secolo precedente, interessandosi anche a problematiche di carattere sociale. Divenne amica di Eleanor Marx, figlia di Karl Marx, e della scrittrice Amy Levy, per la quale fu una sorta di mentore. Non si sposò mai e non ebbe alcun tipo di relazione amorosa. Fu una donna estremamente devota alle opere di bene.
Morì nella sua casa di Brighton nel 1922 e venne successivamente sepolta nel cimitero di East Sheen a Londra.

## Attività politica e sociale
Durante i suoi studi venne a contatto con marxisti e fabiano-socialisti e prese parte al movimento sindacale. Nel 1886 divenne segretaria onoraria della Lega sindacalista femminile (Women’s Trade Union League) e in seguito promosse la petizione per una paga equa alla Federazione Sindacale (Trades Union Congress) del 1888. Nel 1889 contribuì alla fondazione della Women’s Trade Union Association, che diventerà poi la Women’s Industrial Council. Prestò il suo aiuto nell'organizzazione dello sciopero alla Bryant and May Factory del 1888, impegnandosi nella raccolta fondi e nel costruire un movimento di protesta e boicottaggio nei confronti della fabbrica di fiammiferi . 
Ebbe a cuore i problemi delle donne appartenenti alla classe lavoratrice e analizzò a fondo la loro situazione all'interno della società, estendendo la sua attenzione anche ai bambini. In particolare, considerò quanto e in quale maniera influisse sui bambini l'avere una madre assente a causa del lavoro e, con una riflessione rivoluzionaria per quel tempo, sostenne che non sempre la madre è la persona più adatta per occuparsi dei bambini, ma che anche un esperto, uomo o donna, avrebbe potuto prendersi cura di loro in maniera ottimale. Aggiunse, inoltre, che per quanto considerato triste, i bambini avrebbero ricevuto probabilmente una cura migliore in una struttura specializzata, che non in una qualunque casa di operai.
Clementina Black era favorevole al lavoro femminile, a patto che fosse remunerato in maniera adeguata e che l'intera famiglia approvasse e supportasse l'attività; in tal caso, al di là del guadagno economico, il lavoro avrebbe apportato anche un benessere mentale e morale alla donna. Sottolineò inoltre l'incredibile forza di volontà delle lavoratrici che, oltre al loro impiego, dovevano sbrigare le faccende domestiche, indipendentemente dal loro stato di salute. Protestò contro i bassi salari delle lavoratrici, tali da rasentare la crudeltà, sostenendo che la classe operaia impoverita finisse col dare alla vita umana uno scarso valore, e dal 1896 avviò la campagna per la richiesta di una paga legale minima.  
Partecipò attivamente alla Fabian Society e al movimento per il suffragio universale femminile. Nel 1895 divenne direttrice del Women’s Industrial News, il giornale del Women’s Industrial Council che incoraggiava le donne appartenenti alla classe media a denunciare le condizioni di lavoro delle donne più povere. Nei primi anni del Novecento si dedicò alla campagna per il suffragio universale femminile.

## Opere
Il primo romanzo di Clementina Black si intitola A Sussex Idyl e venne pubblicato nel 1877. Oltre ai resoconti sulla condizione sociale degli operai inglesi, che offrono brevi scorci sulla cruda realtà della classe lavoratrice, scrisse sette romanzi, tra in quali An Agitator, che narra delle vicende di un organizzatore di scioperi socialista.